# شینجی کوبایاشی (زاده ۱۹۶۳)
شینجی کوبایاشی (ژاپنی: 小林 慎二؛ زادهٔ ۱۷ اکتبر ۱۹۶۳) یک بازیکن فوتبال اهل ژاپن است.
از باشگاه‌هایی که در آن بازی کرده‌است می‌توان به باشگاه فوتبال ونتفورت کوفو، باشگاه فوتبال یوکوهاما فلگلز و باشگاه فوتبال کاوازاکی فرونتال اشاره کرد.